# Concierto para piano n.º 1 (Saint-Saëns)
El Concierto para piano n.º 1 en re mayor, Op. 17 es una obra musical de Camille Saint-Saëns. Fue compuesto en 1858, cuando el compositor tenía 23 años, y está dedicada a Marie Jaëll.
Es el primer concierto para piano jamás escrito por compositor francés importante.

## Movimientos
Consta de tres movimientos:
1. Andante - Allegro assai
2. Andante sostenuto quasi adagio
3. Allegro con fuoco

## Instrumentación
La obra está escrita para piano solista, 2 flautas, 2 oboes, 2 clarinetes, 2 fagotes, 4 trompas, 2 trompetas, timbales y cuerda.